# 4G63
A 4G63 motorblokk egy 1997 cm³-s változata a Mitsubishi által gyártott "Sirius" fantázianevű, 4G6x típusjelű soros négyhengeres blokkoknak. 
Két különböző – egy erősebb és egy gyengébb – változatát gyártották, a dupla, illetve szimpla vezérműtengelyest. A dupla vezérműtengelyes, felül szelepelt változat (DOHC) 1987-ben mutatkozott be a japán piacra készült VR-4-es Galantekben, mind turbófeltöltős, mind szívó változatban. Sokféle Mitsubishi modell kapta ezt a blokkot, köztük az 1988-92-ig gyártott VR-4 Galantek, és az amerikai piacon az 1990–1999-ig gyártott Eclipsek.
A Mitsubishi Eclipse, Eagle Talon és a Plymouth Laser típusok a DOHC turbófeltöltős, intercoolerrel ellátott motort kapták. A típusok gyártása egy amerikai-japán társulás jóvoltából valósult meg, mely a Mitsubishi és az egykori Chrysler közt jött létre. 1990-től 1992 áprilisáig a motorokat vaskosabb hajtókarokkal szerelték, és a lendkerék 6 csavarral volt rögzítve a főtengelyhez, míg az 1992 májusától gyártott darabok gyengébb hajtókarokat kaptak, a lendkerék-rögzítés pedig hét csavarral valósult meg. Ebből kifolyólag szállóigévé vált a motorok jellemzése a csavarszám szerint (6 bolt–6 csavaros, 7 bolt–7 csavaros).
Szintén ezt a blokkot kapta a 2004-es amerikai piacra készített Mitsubishi Lancer Evo,  271 lóerejével, és 370 Nm-es nyomatékával. Öntöttvas motorblokk, alumínium dupla-vezérműtengelyes hengerfej jellemzi a motort. MPI  befecskendezési technológiát használ, intercoolerrel és turbóval felszerelt, emellett pedig könnyített, kovácsolt hajtókarok is találhatók a motorban. A IX-es Evo kijövetelekor a blokk megkapta a Mitsubishi MIVEC  technológiáját, melynek köszönhetően egyenletesebb lett erő-eloszlás, és laposabb a nyomaték-görbe.
Angliában, egy különleges Lancer Evo (FQ-400 típusjellel fut) 405 lóerő kifejtésére képes egy normál 4G63-as blokkból. A literenkénti 202.9 lóerő, melyet a motor produkál, valószínűleg a világ legjobb liter/lóerő arányszáma volt akkoriban.
A 4G63-as blokkalap turbós változata, a 4G63T szolgált erőforrásként éveken keresztül a Mitsubishi Rali Világkupáért versengésében, VR4 Galantekben, Evo Lancerekben, a Carisma GT változatában, és a Lancer speciális, WRC 04-es változatában, valamint az első generációs Outlandernek is volt egy változata, melybe ezt a motort építették. Szintén ez a motor hajtotta azt az Lancert, amellyel Tommi Mäkinen élete negyedik világkupáját szerezte.

## Beépítések
- 85*88 mm SOHC  porlasztóval
  - 1984-1987 Dodge Colt Vista
  - 1988 Mitsubishi Cordia
  - 1988 Mitsubishi Tredia
- 85*88 mm SOHC MPFi
  - 1988-1992 Dodge Colt Vista
  - 1989-1992 Mitsubishi Galant
- 85*88 mm DOHC MPFi
  - 1989-1992 US-spec Mitsubishi Galant
  - 1990-1998 Mitsubishi Eclipse
  - 1990-1999 Dodge Avenger
  - 1990-1998 Eagle Talon
  - 1990-1994 Plymouth Laser
  - 1992-1998 Hyundai Sonata
  - Mitsubishi RVR X3 Turbo (gyárilag ’TD04H’ csigával)
  - Mitsubishi Starion